# Søren Jøhnk
Søren Jøhnk (født 1997) er en dansk atlet medlem af Bagsværd Atletik Club.
Søren Jøhnk har 800 meter som sin primære disciplin.

## Ungdoms-DM
- Guld 2016 800 meter indendørs 1:59,25
- Bronze 2014 400 meter 52,68
- Guld 2014 800 meter 1:57,93
- Guld 2012 800 meter indendørs 2:01,02

## Personlige rekorder
- 400 meter: 52,26 Sparta Copenhagen Games i Østerbro 8. august 2014
- 800 meter: 1:55,13 Watford Atletikstadion i Watford 17. juli 2014

- 10 km: 35,15 Østerbro 25. marts 2012